# Georg Calsow

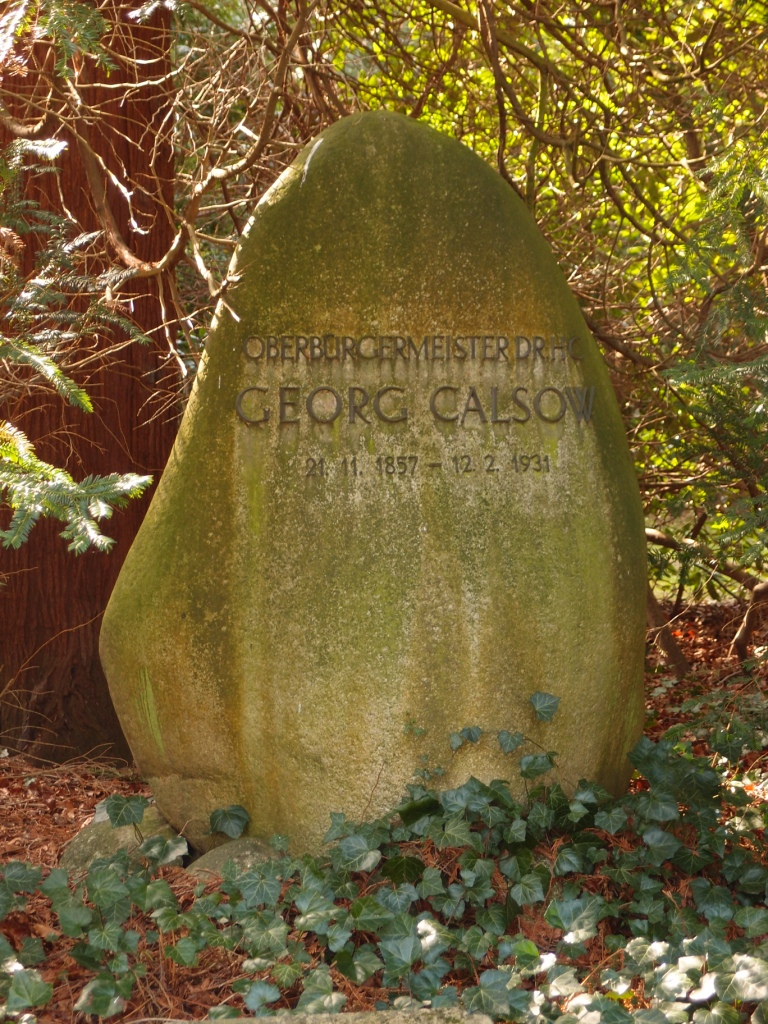
Grab von Georg Calsow auf dem Stadtfriedhof Göttingen

Georg Friedrich Calsow (* 21. November 1857 in Timmendorf auf Poel; † 12. Februar 1931 in Göttingen) war Oberbürgermeister der Stadt Göttingen.

## Leben
Georg Calsow besuchte die Große Stadtschule Wismar und studierte ab 1877 Rechtswissenschaften an den Universitäten Göttingen und Kiel. In Göttingen wurde er Mitglied des Corps Bremensia.
1890 wurde er in Göttingen Senator der Stadt, übernahm 1893 als Nachfolger Georg Merkels die Funktion des Bürgermeisters und erhielt 1903 den Titel eines Oberbürgermeisters. Schwerpunkt seiner Tätigkeit war zunächst die Sanierung des städtischen Haushalts. Während seiner Amtszeit bis 1926 entstanden, neben Wohnungsbauten, wichtige Neubauten der Stadt, wie die des Elektrizitätswerks (1899), des Gänseliesel-Brunnens (1901), des Stadthauses (1902), der Augenklinik, des Städtischen Badehauses (1906), der Feuerwache (1907), der Kinderklinik (1910), der Gewerbeschule und des Städtischen Krankenhauses (1912). 1897 bis 1920 war er Mitglied im Provinziallandtag der Provinz Hannover.
Die Medizinische Fakultät der Georg-August-Universität verlieh ihm 1915 die Ehrendoktorwürde. Mit Ausscheiden aus dem Amt des Oberbürgermeisters wurde er Ehrenbürger der Stadt Göttingen. Die Calsowstraße im Göttinger Ostviertel ist nach ihm benannt.